# Institut für Sozialforschung und Sozialwirtschaft

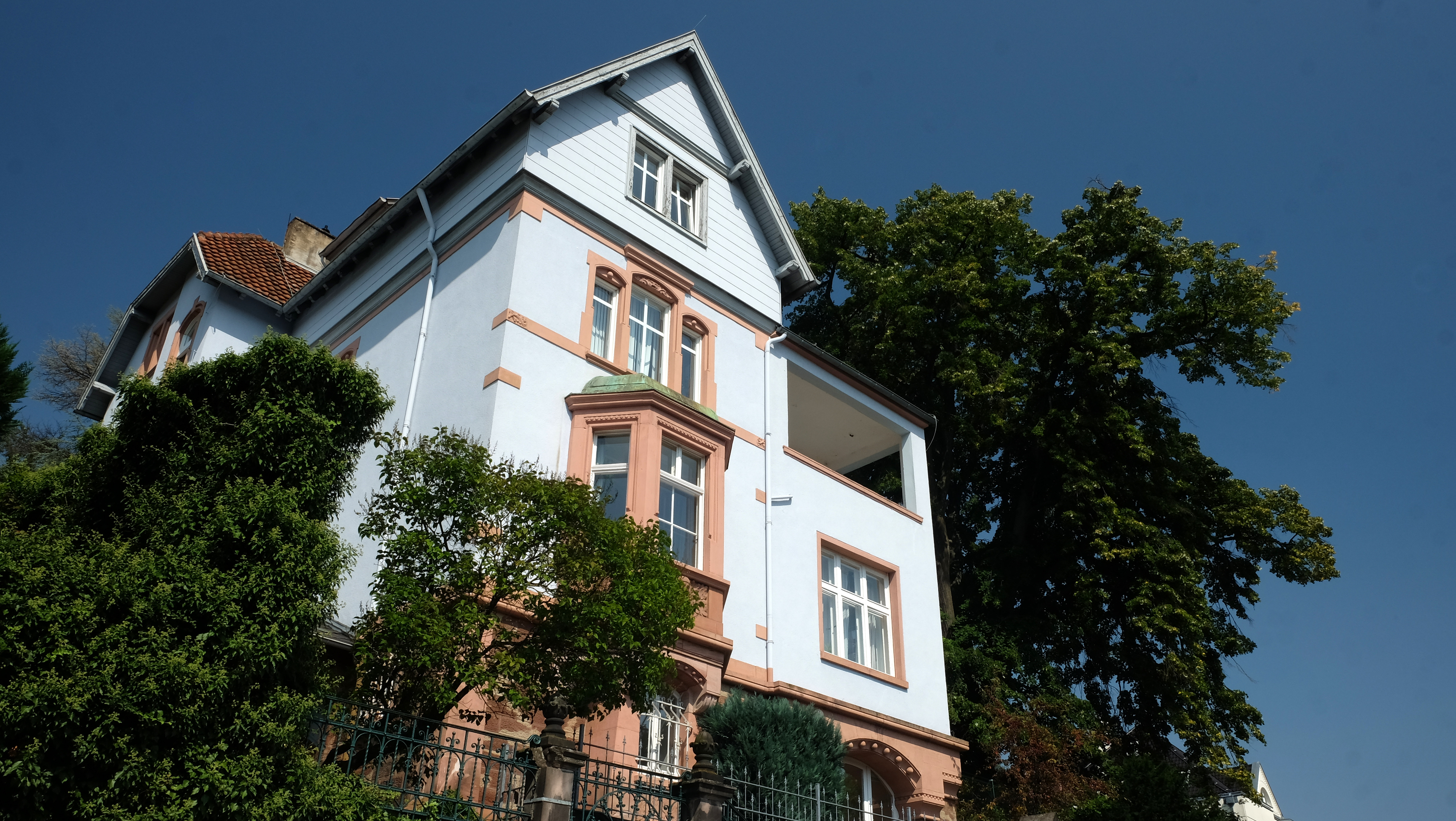
iso-Institut Saarbrücken

Das  Institut für Sozialforschung und Sozialwirtschaft (iso) e.V. ist eine unabhängige sozialwissenschaftliche Forschungseinrichtung, die im Jahr 1969 von der Arbeitskammer des Saarlandes in Saarbrücken gegründet wurde. Das Institut betreibt anwendungsorientierte sozialwissenschaftliche Forschung und berät Partner aus Politik, Wirtschaft und Verwaltung. Die wechselseitige Vermittlung von wissenschaftlichen Erkenntnissen und Praxis in Unternehmen, Organisationen und Gesellschaft steht im Mittelpunkt der Arbeiten. Die Projekte des Instituts werden durch Aufträge und Zuwendungen von Bundesministerien (BMBF, BMG, BMFSFJ, BMAS) und Länderministerien sowie von Stiftungen, der Europäischen Kommission, Kommunen, Verbänden, Kammern oder Unternehmen der privaten Wirtschaft finanziert.
Am iso-Institut arbeiten Wissenschaftler aus unterschiedlichen Disziplinen z. B. Sozial- und Politikwissenschaften, Pflegewissenschaften, Psychologie und Jurisprudenz. Die am iso-Institut durchgeführten Vorhaben sind in der Regel nicht nur Forschungs-, sondern auch Gestaltungsprojekte, die oft in Verbünden mit Partnern aus anderen Disziplinen (etwa Informatik, Medizin und Psychologie) und mit Unternehmen gemeinsam durchgeführt werden.

## Forschungsthemen
Die Arbeitsschwerpunkte des Instituts liegen in der anwendungsorientierten sozialwissenschaftlichen Forschung. Daneben spielen auch theoretische Forschungen einerseits und wissenschaftlich gestützte Beratungsleistungen andererseits eine wichtige Rolle. In den vergangenen Jahrzehnten wurden am Institut bedeutsame Beiträge in verschiedenen thematischen Schwerpunkten erarbeitet. Ausgehend von den Programmen zur Humanisierung des Arbeitslebens in den 1960er und 1970er Jahren ist eine Reihe von Studien zum Strukturwandel in der Montanindustrie sowie zur Modernisierung der betrieblichen Interessenvertretung durchgeführt worden. In den 1990er Jahren wurden Interaktionsformen und Machtbeziehungen in der sozialen Organisation von Unternehmen („betriebliche Sozialordnung“) konzeptualisiert und empirisch beforscht. Seit den 2000er Jahren sind der Wandel moderner Dienstleistungsarbeit und die Kombination von Technik und Dienstleistungen stärker in den Fokus gerückt. In einem zweiten, auf sozialpolitische Fragestellungen ausgerichteten Forschungsstrang wurden seit Ende der 1980er Jahre innovative Versorgungsformen in der Pflege sowie für demenziell erkrankte Menschen entwickelt, erprobt und evaluiert. Die Ergebnisse dieser Arbeiten sind in die Gestaltung von Versorgungsangeboten und in die Weiterentwicklung der Pflegeversicherung eingeflossen.

## Leiter des Instituts
- Seit 2020: Volker Hielscher
- 2004–2020: Daniel Bieber
- 2002: Markus Pohlmann
- 1996–2001: Hermann Kotthoff
- 1983–1996: Peter Ochs
- 1969–1983: Rudi Peter (†)

## Arbeitsschwerpunkte
Die anwendungs- und umsetzungsorientierten Arbeiten des Instituts leisten wissenschaftlich begründete Hilfestellungen für die Praxis von Unternehmen und Organisationen. Dabei moderiert und unterstützt das iso-Institut Prozesse im Verbund mit Unternehmen und öffentlichen Verwaltungen zur Entwicklung von betrieblichen Gestaltungsansätzen, innovativen Dienstleistungen oder zur Fortentwicklung einer nachhaltigen Personalpolitik.
Methodisch liegt der Schwerpunkt in den Projekten auf dem Einsatz qualitativer Forschungsverfahren (z. B. Interviews, Gruppendiskussionen, Fokusgruppen), die bedarfsweise mit quantitativen Instrumenten der empirischen Sozialforschung kombiniert werden. Das iso-Institut ist gegenwärtig in folgenden Arbeitsfeldern tätig:
Gesunde Arbeitswelten
Wie kann die Gesundheit von Beschäftigten – als grundlegende individuelle, betriebliche und gesellschaftliche Ressource – unter den Bedingungen des Wandels der Arbeitswelt und einer längeren Verweildauer im Beruf dauerhaft erhalten werden? Diese Fragen sind Hintergrund für eine Vielzahl von Themen in wissenschaftlichen Studien und gestaltungsorientierten Modellprojekten, in denen praxisnahe Handlungshilfen entwickelt werden.
Innovative technikgestützte Dienstleistungen
Personenbezogene Dienstleistungen etwa im Bereich der Gesundheit oder der Mobilität müssen zunehmend technisch und digital unterstützt werden. Die Frage ist nur: wie? Die Vorhaben in diesem Schwerpunkt nehmen das Prinzip „services first“ zum Ausgangspunkt und setzen bei der Gestaltung neuer Dienstleistungen, um an die konkrete, analoge Arbeits- bzw. Interaktionssituation an.<! irgendetwas fehlt an dem Satz "um an ... an"-->
Versorgungsinnovationen in Gesundheit und Pflege
Wie kann eine angemessene gesundheitliche und pflegerische Versorgung der Bürgerinnen und Bürger organisiert, Teilhabe und soziale Integration unterstützt werden? Hierzu werden seit mehr als drei Jahrzehnten Forschungs- und Gestaltungsprojekte am iso-Institut durchgeführt. Die Ergebnisse richten sich zum einen an Vertreter der Praxis, die darin unterstützt werden, innovative und kreative Lösungen zu entwickeln und nachhaltig umzusetzen. Zum anderen werden Planungs- und Entscheidungsgrundlagen für politisch Verantwortliche geliefert.
Zukunftsfähige Beschäftigungspolitik und Fachkräftesicherung
Digitalisierung und Demografie, Klimawandel und Zuwanderung sind Schlagworte für neue Herausforderungen auch in den Unternehmen. Daher stellt sich die Frage, wie die Betriebe langfristig qualifizierte Beschäftigung sichern können. Hieraus sind eine Vielzahl von Themen für Projekte entstanden, etwa zur Schichtarbeitsgestaltung, zur Innovationsfähigkeit von älteren Beschäftigten oder zu Personalstrategien für Hochqualifizierte. Das iso-Institut betrachtet Unternehmen dabei als sozio-kulturelles Gefüge mit seinen Wechselbeziehungen zum Arbeitsmarkt und zu neuen gesellschaftlichen Entwicklungen.